# L'invasore di Forte Paperopoli
L'invasore di Forte Paperopoli è il decimo capitolo della Saga di Paperon de' Paperoni, serie a fumetti realizzata dallo statunitense Don Rosa che narra la storia del papero più ricco del mondo.

## Trama
È il 1902 e Paperone, con le sorelle Matilda ed Ortensia, giunge nella Calisota dirigendosi verso la collina Ammazzamuli, sulla quale sorge il Forte Paperopoli, una struttura ormai fatiscente e sede delle Giovani Marmotte, il corpo eco-militare fondato da Clinton Coot. Il Forte è stato acquistato da Paperone. L'auto di Paperone è senza freni e non riesce a salire lungo il fianco del colle e da quel giorno verrà ribattezzata Collina Ammazzamotori.
Paperone fa la conoscenza di una famiglia di campagna composta da Humperdink Duck, Elvira Coot e i figli Quackmore, Dafne ed Eider e con Quackmore e Ortensia, i genitori di Paperino e Della. Paperone e sorelle prendono possesso del Forte.
Paperone e sorelle risalgono il fiume Tulebug a bordo di una zattera con gli otto barili contenenti il suo denaro ma incontrano Capitan Bassotto e figli, che riconosciuto Paperone, decidono di dirigersi verso Forte Paperopoli dove scoprono gli otto barili pieni di dollari e quando ormai hanno sopraffatto i de' Paperoni ecco giungere l'intervento della marina, giunta per sfrattare lo scozzese dal Forte. Paperone è deciso a resistere all'assedio arrivando allo scontro diretto con Roosevelt che si riconoscono e viene chiarito l'equivoco sulla proprietà del Forte. Sei mesi dopo sulla Collina Ammazzamotori sorge il deposito delle monete, primo importante edificio nell'industrializzazione di Paperopoli, fino a quel punto un agglomerato rurale a prevalente produzione agricola.

## Storia editoriale
Le fonti di ispirazione dell'autore si trovano nelle seguenti storie di Barks: Paperino e il nascondiglio nascosto, Paperino e l'albero di Natale, Zio Paperone e i guai del progresso, Paperino contro l'Uomo d'oro, Zio Paperone e le macchine antiche, Paperino e il falco, Zio Paperone e il pozzo dei dollari, Zio Paperone e la gara sul fiume, Zio Paperone e la corsa all'oro; altre ispirazioni furono le seguenti storie: Il compleanno di Nonna Papera di Riley Thomson; Zio Paperone e i guardiani della biblioteca perduta di Don Rosa.
In Italia è stata edita in La saga di Paperon de' Paperoni (2016).